# Verkannte Menschen
Verkannte Menschen ist ein Dokumentarfilm über das Leben Gehörloser aus dem Jahr 1932. Er wurde durch das Reichsministerium für Volksaufklärung und Propaganda der bald nach seiner Uraufführung in Deutschland an die Macht gelangten Nationalsozialisten 1934 verboten. Alle Filmkopien, bis auf eine, die heimlich gerettet werden konnte, wurden vernichtet. Erst im Jahr 2010 wurde der Film wieder einem größeren Publikum gezeigt.

## Entstehung
Die hohe Arbeitslosigkeit in Deutschland – die die Gehörlosen als am Arbeitsmarkt von jeher Benachteiligte in besonderer Weise getroffen hatte – war der Anlass für den Reichsverband der Gehörlosen Deutschlands (ReGeDe), einen Aufklärungsfilm herauszubringen, der den damals verbreiteten Vorurteilen gegen Gehörlose begegnen und über ihre schwierige soziale Situation aufklären sollte.
Im Auftrag und in Zusammenarbeit mit dem ReGeDe wurde der Film von der Universum Film AG (UFA) produziert. Das Drehbuch stammte von dem Maler und Graphiker Wilhelm Ballier, dem ersten Vorsitzenden der Gehörlosenvereinigung. Hauptdrehort war die Israelitische Taubstummenanstalt in Berlin-Weißensee, deren Direktor Felix Reich im Film auftritt. Einige Szenen wurden in der Sächsischen Schweiz gedreht.
Die Kosten des vierzigminütigen Films in Höhe von 20.000 RM sollten durch seinen Verleih wieder eingespielt werden.

## Inhalt und Präsentation
Der Film thematisiert die Ausbildung der Gehörlosen, ihre beruflichen Chancen im internationalen Vergleich und das Leben Gehörloser in der Gesellschaft der frühen 1930er Jahre. Er zeigt Gehörlose als beruflich leistungsfähige Menschen mit auch in der Freizeit breit gestreuten Interessen, etwa beim Bergsteigen oder Motorradfahren, zeigt aber auch ihre Benachteiligung durch die Gesellschaft. Der seinerzeit sehr populäre Berliner Schwimmer Gerhard Hintze (1906–1972) tritt auf als ein Beispiel für die Leistungsfähigkeit Gehörloser.
Anlässlich der Uraufführung am 21. September 1932 im Berliner Filmtheater „Kamera“ Unter den Linden sprach der Leiter der Königlichen Taubstummenanstalt in Berlin; er plädierte für eine verstärkte gesellschaftliche Integration Gehörloser und warnte vor der damals diskutierten Zwangssterilisation.

## Verbot und Wiederaufführung
Mit dem bereits 15 Monate später von den Nationalsozialisten eingeführten Gesetz zur Verhütung erbkranken Nachwuchses wurde die Zwangssterilisation Gehörloser gesetzlich gedeckt; eine zunehmende Zahl von Veröffentlichungen beschäftigte sich in der Folge mit der Vererbung der Gehörlosigkeit. Im Jahr 1934 wurde der Film „Verkannte Menschen“ verboten, alle Kopien waren auf Geheiß des neuen – nationalsozialistischen – Vorsitzenden des ReGeDe zu vernichten. Hinweise auf soziale Missstände waren in der Zeit der nationalsozialistischen Diktatur nicht erwünscht; die Ausbildung Gehörloser wurde als Belastung für das Volksvermögen dargestellt; im Zuge der Verfolgung der Juden in Deutschland wurde die Israelitische Taubstummenanstalt 1942 aufgelöst, Zöglinge und Lehrer, die sich nicht durch rechtzeitige Auswanderung hatten retten können, wurden deportiert und ermordet.
Der Vorstand der hessischen Sektion des Gehörlosenverbandes konnte heimlich eine Kopie des Filmes verstecken und über die Zeit der nationalsozialistischen Herrschaft retten. In den 1950er Jahren wurde er vor einem kleinen Fachpublikum gezeigt und geriet wieder in Vergessenheit. Renate Fischer, Professorin am Institut für Deutsche Gebärdensprache, initiierte 1993 eine erneute Suche nach dem Film und wurde beim Landesverband der Gehörlosen Hessens (LVGH) fündig, der zwei Kopien besaß.
Die verwickelten Eigentumsrechte verzögerten eine öffentliche Vorführung des Films: Die Filmkopien waren im Besitz des LVGH, Eigentümerin der Urheberrechte war allerdings die Friedrich-Wilhelm-Murnau-Stiftung, die die Bestände der UFA übernommen hatte; auch der Deutsche Gehörlosen-Bund (DGB) als Rechtsnachfolger des ReGeDe meldete Ansprüche an.
Die seit Jahrzehnten erste öffentliche Vorführung des lange für verloren gehaltenen Films fand schließlich bei einer Benefizveranstaltung vor etwa 200 Zuschauern am 16. Januar 2010 im Hotel Holiday Inn in Frankfurt am Main statt, fast 78 Jahre nach seiner Uraufführung, einen Tag nach dem 60. Geburtstag des Deutschen Gehörlosen-Bunds; gleichzeitig erschien der Film auf DVD.
Film und Wiederaufführung waren Gegenstand eines ausführlichen Berichts in der Fernsehsendung Sehen statt Hören des Bayerischen Rundfunks.